# Wilhelm Bluhm (Widerstandskämpfer)
Wilhelm Bluhm (* 24. Dezember 1898 in Linden (heute Stadtteil von Hannover); † 25. Juli 1942 im KZ Sachsenhausen, Oranienburg) war ein Widerstandskämpfer gegen den Nationalsozialismus. Er engagierte sich im damaligen hannoverschen Arbeiterstadtteil Linden in der Widerstandsbewegung Sozialistische Front. 1936 wurde er verhaftet.

## Leben

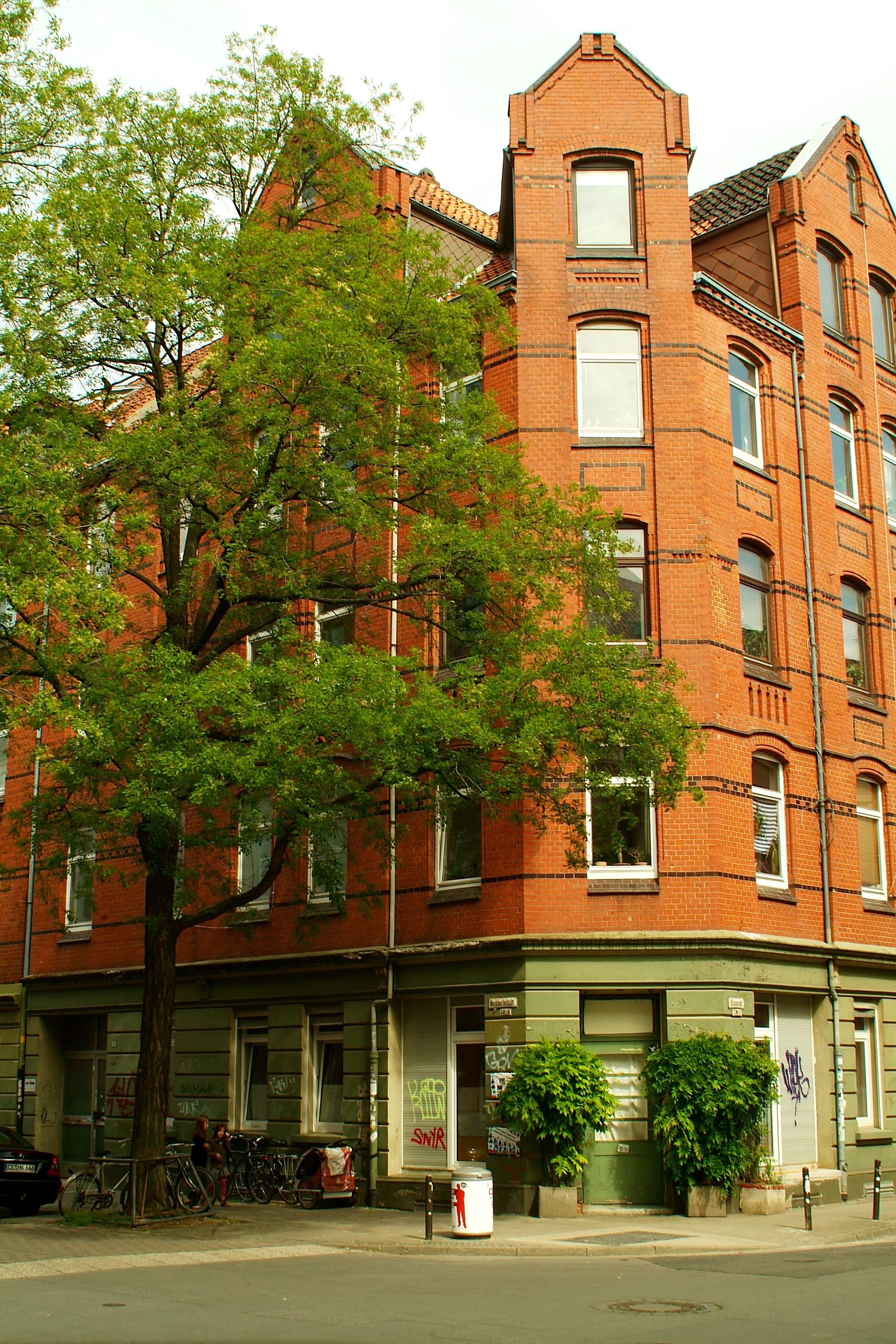
Nedderfeldstraße 8, Ecke Elisenstraße in Linden-Nord; in der 2. Etage rechts wohnte Wilhelm Bluhm

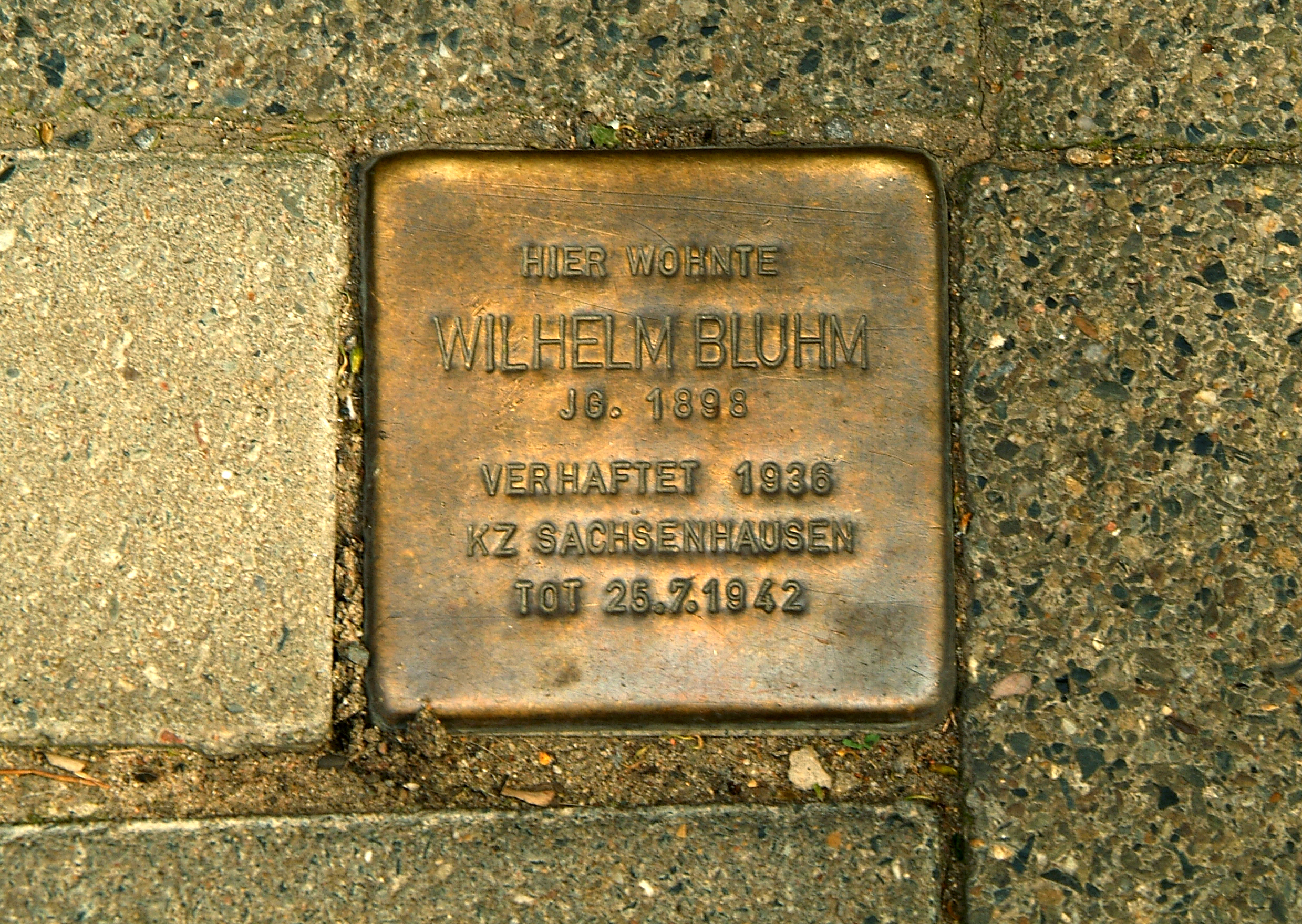
Stolperstein für Wilhelm Bluhm vor der Nedderfeldstraße 8

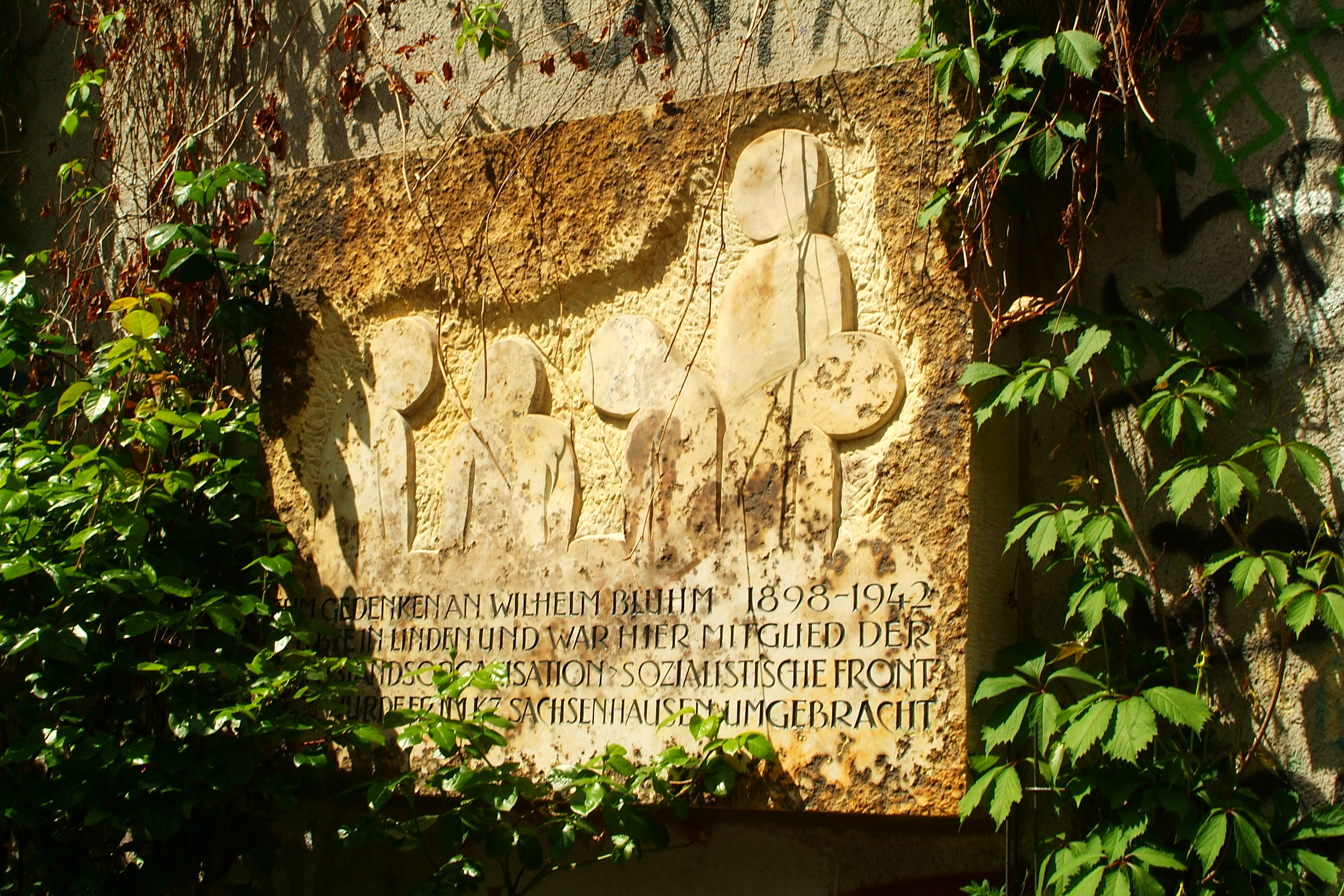
Gedenkplatte an einem Gebäude des Kulturzentrums Faust

Wilhelm Bluhm wuchs als eines von neun Kindern in einer Arbeiterfamilie auf. Er war das dritte Kind und der erste Sohn seiner Eltern.
Bluhms Vater, der gleichnamige Metallarbeiter Wilhelm Bluhm, stammte aus der damaligen Provinz Posen. Bevor er nach Hannover gezogen war, hatte er im Elsass gelebt. Dort wurde der ursprüngliche Familienname „Blum“ in „Bluhm“ geändert. Bluhms Mutter, Karoline Bluhm geborene Dismer, stammte aus Elze im hannoverschen Umland.
Da die Familie sich durch die zahlreichen Geburten immer weiter vergrößerte, zog Wilhelm in seiner Jugend zwölfmal – immer innerhalb des späteren Stadtteils Hannover-Linden – um. Nach der Volksschule begann er eine Schlosserlehre bei der Hanomag. Da der Vater schon früh verstarb (1917), sorgte der älteste Sohn Wilhelm mit für die jüngeren Geschwister. Gegen Ende des Ersten Weltkrieges wurde er eingezogen und diente für kurze Zeit in einer Werkstattkompanie. 1919 zog Wilhelm in die Wohnung seiner Mutter (Nedderfeldstraße 8).
In den 1920er und 1930er Jahren arbeitete Bluhm als Schlosser in unterschiedlichen Betrieben, darunter die Hannoversche Waggonfabrik, Daimler-Benz und Hanomag.
Schon früh engagierte sich Bluhm in der Sozialistischen Arbeiterjugend und dem Deutschen Metallarbeiterverband. Um 1918 trat er in die SPD ein, für die er später als Kassierer der 23. Abteilung in Linden-Nord tätig war. Anfang der 1930er Jahre schloss sich der Lindener, der unverheiratet blieb, dem Reichsbanner und der Eisernen Front an, Organisationen der SPD und der Gewerkschaften, die gegen die Nationalsozialisten eintraten.
Seit 1934 war Bluhm Mitglied der Sozialistischen Front, die sich zur größten sozialdemokratischen Widerstandsorganisation im Dritten Reich entwickelte, und verteilte die von den Nationalsozialisten verbotene Zeitung Sozialistische Blätter.
Nach der ersten größeren Verhaftungswelle gegen Mitglieder der Sozialistischen Front übernahm Wilhelm Bluhm im Frühjahr 1935 die Leitung der vierten Abteilung Linden-Nord von Willy Wendt.
1936 wurde die Sozialistische Front zerschlagen, nachdem es der Gestapo gelungen war, einen Spitzel einzuschleusen. Bluhm wurde am 15. September 1936 in seiner Wohnung in der Nedderfeldstraße 8 festgenommen und zu fünfeinhalb Jahren Zuchthaus verurteilt, die er in Hameln absaß. Nach Verbüßung der Strafe nahmen ihn die Nationalsozialisten am 30. September 1941 in „Schutzhaft“ und transportierten ihn, gemeinsam mit anderen Mitgliedern der Sozialistischen Front, in das Konzentrationslager Sachsenhausen.
Seine Beerdigung am 26. August 1942 unter Aufsicht der Gestapo kam einer Demonstration gleich. Mindestens 250 Mitglieder der SPD nahmen an der Urnenbestattung auf dem Stadtfriedhof Ricklingen in Hannover teil. Am 3. November 1949 wurde seine Verurteilung förmlich aufgehoben, seine Mutter bekam ab 1948 eine kleine Rente von monatlich 60 DM.

## Zitate
- „Nicht mehr lange und die ‚Lindener Alpen‘ prangen in vollem Blütenschmuck. Ich will hoffen, dass wir ihn im nächsten Jahr gemeinsam genießen können.“ (aus einem Brief Wilhelm Bluhms aus dem Konzentrationslager Sachsenhausen an seine Familie, datiert an seinem Todestag)

## Ehrungen
- Die 1885 angelegte Gummistraße in Linden-Nord, benannt nach den dort ehemals liegenden Mittelland-Gummiwerken, wurde 1950 umbenannt nach dem Flugzeugschlosser und Widerstandskämpfer in Wilhelm-Bluhm-Straße[1]
- Die Urne Wilhelm Bluhms wurde am 26. August 1942 auf dem Stadtfriedhof Ricklingen beigesetzt[2]; die Stelle wurde später als Ehrengrab gekennzeichnet (Abteilung U32, Nr. 20).[3]
- An einem Gebäude des Kulturzentrums Faust wurde eine Gedenktafel angebracht.
- Am 3. März 2009 wurde in der Nedderfeldstraße 8, Hannover-Linden, durch den Kölner Künstler Gunter Demnig ein Stolperstein für Wilhelm Bluhm gesetzt